# Квача, Петр
Петр Квача (чеш. Petr Kváča; род. 12 сентября 1997 года) — чешский хоккеист, вратарь. Игрок клуба чешской Экстралиги «Били Тигржи Либерец».

## Игровая карьера
Петр Квача начал свою хоккейную карьеру в клубе «Мотор Ческе-Будеёвице». С 2015 по 2019 год выступал за «Ческе-Будеёвице», за исключением коротких периодов аренды в других клубах. Сезон 2019/20 провёл в составе клуба «Оцеларжи Тршинец». С сезона 2020/21 играет за «Били Тигржи Либерец».
В составе сборной Чехии участвовал в чемпионате мира 2021, на котором чешская команда выбыла в 1/4 финала. Сам Квача на турнире не играл, будучи 3-м вратарём.

## Достижения
- Серебряный призёр чемпионата Чехии 2021

- Лучший вратарь чешской Экстралиги 2021 по коэффициенту надёжности (2.07) и проценту отбитых бросков (92.5)

## Статистика
Обновлено на конец сезона 2020/2021
Всего за карьеру провёл 225 игр (в Экстралиге — 92 игры, в первой чешской лиге — 127, в Лиге чемпионов — 3, в кубке Шпенглера — 2, за сборную Чехии — 1).